# Viktoria Komova
Viktoria Komova, em russo: Виктория Комова, (Voronezh, 30 de janeiro de 1995) é uma ginasta russa campeã mundial das barras assimétricas, vice-campeã olímpica por equipes e no individual geral, que competiu em provas de ginástica artística.

## 2011
A ginasta foi ao Mundial de Tóquio e ao lado das companheiras Ksenia Afanasyeva, Anna Dementyeva, Tatiana Nabieva, Yulia Inshina e Yulia Belokoblskaya conquistou a medalha de prata por equipes, superada pela seleção norte-americana, vice-campeã na edição anterior. Nas provas individuais, foi à final do concurso geral, com a primeira colocação. Na final, porém, a ginasta não superou Jordyn Wieber, e por uma pequena diferença encerrou com segunda colação. Nos aparelhos, foi medalhista de ouro nas barras assimétricas, após obter a pontuação de 15,400.. Além das provas de barras, Komova também se classificou para competir nas finais de trave em primeiro lugar e de solo em quinto. Na trave com alguns desequilíbrios e uma queda, Komova terminou a competição em último lugar com 13.766 e no solo resolveu não competir dando a chande para sua compatriota Ksenia Afanasyeva participar da prova, onde esta acabou levando o ouro.

## 2012
Foi campeã russa no individual geral e nas barras assimétricas, e ganhou a prata no solo.
Cotada como umas das favoritas para ganhar a medalha de ouro no individual geral nas Olimpíadas de Londres 2012, se classificou em primeiro lugar para a disputa com 60.632 na qualificação por equipes, também se classificando para então a prova final de equipes com a Russia em segundo lugar, em terceiro lugar nas assimétricas e segundo na trave. Na final por equipes com vários erros sofridos e com a apresentação brilhante da equipe norte-americana, a russas ficaram com a medalha de prata. Já na final do individual geral teve um erro no salto sobre o cavalo e mesmo com as notas boas nos outros três aparelhos não conseguiu superar a norte-americana, a ginasta Gabrielle Douglas que ao fazer 62.232 levou o ouro, 0.259 a mais que Komova que ficou com 61.973 superando sua compatriota a russa Aliya Mustafina ficou com a medalha de bronze com 59.566, mesmo caindo da trave.

## Principais resultados
| Ano  | Evento                                    | AA               | Equipe           | Salto sobre o cavalo. | Trave. | Barras assimétricas. | Solo.             |
| ---- | ----------------------------------------- | ---------------- | ---------------- | --------------------- | ------ | -------------------- | ----------------- |
| 2010 | Jogos Olímpicos da Juventude              | Medalha de ouro  |                  | Medalha de ouro       | 7°     | Medalha de ouro      | Medalha de bronze |
| 2011 | Campeonato Mundial de Ginástica Artística | Medalha de prata | Medalha de prata |                       | 8°     | Medalha de ouro      |                   |
| 2012 | Campeonato Europeu                        |                  | Medalha de prata |                       | 6°     | Medalha de ouro      |                   |
| 2012 | Jogos Olímpicos                           | Medalha de prata | Medalha de prata |                       | 8°     | 5°                   |                   |
| 2015 | Jogos Europeus                            |                  | Medalha de ouro  |                       |        |                      |                   |
| 2015 | Campeonato Mundial de Ginástica Artística |                  | 4º               |                       | 4º     | Medalha de ouro      |                   |